# Naval Air Station Oceana
Base aéronavale Oceana
La Naval Air Station Oceana ou NAS Oceana ( IATA : NTU , ICAO : KNTU , FAA LID : NTU) est une base aéronavale de l'US Navy située à Virginia Beach en Virginie. La base est sous la juridiction de la Navy Region Mid-Atlantic (en) et est le quartier général de la Strike Fighter Wing Atlantic et des Carrier Air Wings 1, 3, 7 et 8. En tant que foyer de tous les escadrons  de chasseurs d'attaque de la Côte est des États-Unis, la base aéronavale est classée comme master jet base (en). L'aérodrome est connu sous le nom d'Apollo Soucek Field, du nom du lieutenant (plus tard amiral) Apollo Soucek (en), un pilote d'essai de la marine qui a établi le record mondial d'altitude en 1930 en pilotant un biplan Curtiss P-1 Hawk à une altitude de 43.166 pieds.

## Historique
Construit en 1941 et officiellement mis en service en 1943, le NAS Oceana abrite des avions embarqués depuis sa création. 
Le terrain abrite 14 escadrons d'avions de combat déployables exploitant le F/A-18E/F Super Hornet, un escadron de remplacement de la flotte d'avions d'attaque, un escadron adverse et un escadron logistique. 
De plus, NAS Oceana exploite le Dam Neck Annex (Training Support Center Hampton Roads (en), une installation militaire distincte qui abrite d'autres commandements non volants, y compris diverses écoles, et le Naval Auxiliary Landing Field Fentress (en), un terrain d'atterrissage de porte-avions d'entraînement, à proximité de Chesapeake, en Virginie. La station aérienne n'est pas ouverte au public sauf un week-end par an, généralement en septembre, lorsqu'elle accueille le NAS Oceana Air Show.

### Escadrons
Carrier Air Wings :
- Strike Fighter Wing Atlantic :

| Insigne | Nom                    | Abrégé | Porte-avions                      | Note |
|         | Carrier Air Wing One   | CVW-1  | USS Harry S. Truman (CVN-75)      |      |
|         | Carrier Air Wing Three | CVW-3  | USS Dwight D. Eisenhower (CVN-69) |      |
|         | Carrier Air Wing Seven | CVW-7  | USS George H. W. Bush (CVN-77)    |      |
|         | Carrier Air Wing Eight | CVW-8  | USS Gerald R. Ford (CVN-78)       |      |

Strike Fighter Squadrons :
| Désignation | Insigne | Surnom          | Avion       | Commandement Opérationnel        | Commandement Administratif   |
| ----------- | ------- | --------------- | ----------- | -------------------------------- | ---------------------------- |
| VFA-11      |         | Red Rippers     | F/A-18F     | Carrier Air Wing One (CVW-1)     | Strike Fighter Wing Atlantic |
| VFA-31      |         | Tomcatters      | F/A-18E     | Carrier Air Wing Eleven (CVW-11) | Strike Fighter Wing Atlantic |
| VFA-32      |         | Swordsmen       | F/A-18F     | Carrier Air Wing Three (CVW-3)   | Strike Fighter Wing Atlantic |
| VFA-34      |         | Blue Blasters   | F/A-18E     | Carrier Air Wing Eight (CVW-8)   | Strike Fighter Wing Atlantic |
| VFA-37      |         | Ragin Bulls     | F/A-18E     | Carrier Air Wing Eight (CVW-8)   | Strike Fighter Wing Atlantic |
| VFA-81      |         | Sunliners       | F/A-18E     | Carrier Air Wing One (CVW-1)     | Strike Fighter Wing Atlantic |
| VFA-83      |         | Rampagers       | F/A-18E     | Carrier Air Wing Three (CVW-3)   | Strike Fighter Wing Atlantic |
| VFA-87      |         | Golden Warriors | F/A-18E     | Carrier Air Wing Eleven (CVW-11) | Strike Fighter Wing Atlantic |
| VFA-103     |         | Jolly Rogers    | F/A-18F     | Carrier Air Wing Seven (CVW-7)   | Strike Fighter Wing Atlantic |
| VFA-105     |         | Gunslingers     | F/A-18E     | Carrier Air Wing Three (CVW-3)   | Strike Fighter Wing Atlantic |
| VFA-106     |         | Gladiators      | F/A-18E/F   | Strike Fighter Wing Atlantic     | Strike Fighter Wing Atlantic |
| VFA-131     |         | Wild Cats       | F/A-18E     | Carrier Air Wing Three (CVW-3)   | Strike Fighter Wing Atlantic |
| VFA-143     |         | Pukin' Dogs     | F/A-18E     | Carrier Air Wing Seven (CVW-7)   | Strike Fighter Wing Atlantic |
| VFA-211     |         | Checkmates      | F/A-18F     | Carrier Air Wing One (CVW-1)     | Strike Fighter Wing Atlantic |
| VFA-213     |         | Black Lions     | F/A-18F     | Carrier Air Wing Eight (CVW-8)   | Strike Fighter Wing Atlantic |
| VFC-12      |         | Fighting Omars  | F/A-18A/C/D | Tactical Support Wing            | Tactical Support Wing        |
| VR-56       |         | Globemasters    | C-40A       | Fleet Logistics Support Wing     | Fleet Logistics Support Wing |

### Autres commandements locataires
- Fleet Readiness Center Mid-Atlantic (en)
- Strike Fighter Wing Atlantic
- Strike Fighter Weapons School Atlantic (en) (SFWSl)
- Landing signal officer School (LSO School)